# Forcipiger
Forcipiger là một chi cá biển thuộc họ Cá bướm. Các loài trong chi này sinh sống trên rạn san hô ở các vùng biển nhiệt đới thuộc Ấn Độ Dương và Thái Bình Dương. F. flavissimus là loài được biết đến nhiều nhất của chi, và là loài có phạm vi phân bố rộng nhất trong họ Cá bướm.

## Từ nguyên
Từ forcipiger được ghép bởi hai âm tiết trong tiếng Latinh: forceps ("cái nhíp") và hậu tố iger ("mang theo"), hàm ý đề cập đến phần mõm rất dài và mảnh, với phần hàm giống như cái nhíp gắp của các loài trong chi này.

## Các loài
Có 3 loài được công nhận là hợp lệ trong chi này:
- Forcipiger flavissimus Jordan & McGregor, 1898
- Forcipiger longirostris (Broussonet, 1782)
- Forcipiger wanai Allen, Erdmann & Sbrocco, 2012[3]

Hai danh pháp F. inornatus và F. cyrano được Randall mô tả dựa trên kiểu hình "đen" của F. longirostris.

## Hình thái chung
Cả ba loài Forcipiger đều có phần mõm rất dài, dài hơn hẳn so với những loài cá bướm của các chi khác. Mõm của F. flavissimus lại ngắn hơn đáng kể so với hai loài còn lại.
Về màu sắc, đầu của cả 3 loài này đều có màu đen ở nửa trên, trắng xám ở nửa dưới và phần ngực; ngoài ra đều có một đốm đen ở cuối vây hậu môn; vây lưng và vây hậu môn có viền màu xanh lam. Có sự khác biệt về kiểu hình giữa 3 loài: 
- Ngực của F. wanai và F. longirostris có nhiều chấm đen li ti (không có ở F. flavissimus).
- Thân của F. flavissimus và F. longirostris có màu vàng tươi, còn thân của F. wanai lại có màu vàng nâu sẫm.

Cả ba loài này đều có thể xuất hiện kiểu hình màu nâu đen bao phủ khắp cơ thể do hắc tố được sản sinh quá mức, nếu lượng hắc tố không sản sinh đủ, chúng sẽ xuất hiện kiểu hình bạch thể. Tuy nhiên, những cá thể này lại không duy trì màu nâu đen trong điều kiện nuôi nhốt mà sẽ trở lại màu vàng trong vài ngày đến vài tuần.

## Sinh thái học
Tthức ăn của Forcipiger chủ yếu là các loài động vật giáp xác nhỏ.